# 1805
1805 (MDCCCV) je bilo navadno leto, ki se je po gregorijanskem koledarju začelo na torek, po 12 dni počasnejšem julijanskem koledarju pa na nedeljo.

## Dogodki
- 21. oktober - v bitki pri Trafalgarju britanska mornarica premaga francosko.
- 26. december - po francoski zmagi v bitki pri Austerlitzu je med Francijo in Avstrijo podpisan bratislavski mir.

## Rojstva
- 8. februar - Louis Auguste Blanqui, francoski politični aktivist in socialist († 1881)
- 13. februar - Johann Peter Gustav Lejeune Dirichlet, nemški matematik († 1859)
- 2. april - Hans Christian Andersen, danski pisatelj († 1875)
- 5. april - Jurij Volc, slovenski knjižničar in književnik († 1885)
- 25. julij - Johnnie« Walker, škotski špecerist, ustanovitelj istoimenskega podjetja († 1857)
- 29. julij - Alexis de Tocqueville, francoski filozof, politolog, zgodovinar († 1859)
- 4. avgust - sir William Rowan Hamilton, irski matematik, fizik, astronom († 1865)
- 23. oktober -  Adalbert Stifter, avstrijski pisatelj († 1868)
- 14. november - Fanny Hensel, nemška pianistka, skladateljica († 1847)
- 20. december - Thomas Graham, škotski kemik († 1869)

## Smrti
- 9. maj - Johann Christoph Friedrich von Schiller, nemški pesnik, dramatik, zgodovinar in filozof (* 1759)
- 12. maj - Ferdinand von Hompesch zu Bolheim, 71. veliki mojster Malteškega viteškega reda (* 1744)
- 25. maj - William Paley, angleški filozof in teolog (* 1743)